# Nose Feratu
„Nose Feratu“ е български игрален филм от 1993 година на режисьора Ани Йотова.

## Състав
Не е налична информация за актьорския състав.